# ベント・フェルナンデス
ベント・フェルナンデス（Bento Fernandes,1579年－1633年）は、ポルトガル出身イエズス会宣教師。
1619年の京都の大殉教や元和の大殉教について記録し、膨大な書簡をローマに報告をした。彼の報告書は日本におけるイエズス会宣教団の動静と日本教会史を考察するにあたって重要な史料となっている。
日本での27年間に及ぶ宣教の後、1633年10月2日、長崎の西坂にて54歳で殉教した。

## 生涯

### 青年期まで
1579年初頭にポルトガルのアレンテージョ州ボルバで農夫の父ミゲル・フェルナンデスと母イザベル・アフォンソの子として生まれた。1579年3月24日にノッサ・セニョーラ・ド・ソベラル教会で幼児洗礼を受けた。

彼には兄がいて (名前は兄から受け継いだ)、彼が生まれる前年にエヴォラのイエズス会修練院に入会しており、兄弟の再会は数年後になった。兄に倣い、ベントも17歳のとき1596年4月に同じエヴォラのイエズス会修練院に入った。兄は生涯彼の徳の規範となる存在であった。

彼はエヴォラで修練期を終え、哲学と人文科学を学んだ。やがてリスボンに短期間滞在した後1602年にインドに到着。翌年すでに司祭に叙階されていた彼はマカオへ出発し、そこで3年間神学を学んだ。その後日本へ渡り1606年8月15日、長崎に上陸した。

### 日本での宣教と弾圧
この時点で、イエズス会日本宣教団は繁栄の時代を迎えていた。豊臣秀吉の死後、ある程度の安定が見られたからである。イエズス会の宣教師たちは、京都、大阪、長崎の教会の再開を許可されていた。キリスト教は相当な勢いで広がり、各地で多数の洗礼者を生んだ。

ベントがローマに初めて手紙を書いたのは、アントニオ・マスカレニャス神父に宛てた私信だった。「この迫害が始まって以来今日まで、毎年キリスト教徒は迫害され、追い詰められてきたが、近隣の町ではそのようなことは起こらなかった。京の都でのみ、常に迫害があった。」1619年10月6日京都の大殉教についてこう証言し、その描写を書き残している。京で数人のキリシタンが逮捕されたことを知った徳川秀忠は、彼らの処刑を命じた。これが京都での迫害の引き金となり、約50人のキリシタンが命を落とした。ベント・フェルナンデスと仲間のディオゴ・ユウキは洛中に安全な避難所もなく、洛外への撤退を余儀なくされた。ベントは1620年2月、江戸に向けて出発するまでこの地域に滞在した。
やがて駿河を通り伊豆地方を訪れた。当時三島の伊豆教会に三十名のキリシタンがおり町の中にも洗礼を望む者が多くいた。「その伊豆教会においては自由で信仰と宗教に関しては何の弾圧も受けていなかった。」その後、彼は"司祭も修道士も行ったことのない場所"沼田に行き、やがて金沢に着いた。
1621年9月24日の手紙では、長崎の状況を悲観的に描写し、「もし我らの主が何らかの救済策を講じてくれなければ、長崎はキリストの教えのほとんどを失うことになるだろう。」と書き送っている。

個人的な手紙以外では、ベントの最初の報告書は1621年から1625年まで日本管区長のフランシスコ・パチェコ宛てに、次に1626年から1632年まで副管区長を務めていたマテウス・デ・クーロス宛てに送られた。また当時のイエズス会総長ムツィオ・ヴィテッレスキに宛てた3通の手紙と、彼が作成した殉教者のリストがある。

1625年の手紙には「この地域で活動していた6人のイエズス会士のうち、2人は年老いて体重が重く、近隣の人々のところにも行かず、1人は職務に忙しく、ほとんど話さない総督である」と不満を漏らしている。「そのため、2人の日本人と私が、この日本全国におけるキリスト教の重荷を背負っている。10教区も管理できず、しかも解決策はない。」

### 殉教
1633年7月ベント・フェルナンデス神父は本州の長門で捕縛された。その後、彼は長崎のクルス町牢に移送され、そこで昔の仲間たちと再会した。
同年9月26日に斉藤パウロ神父と共に穴に吊り下げられた。
この西坂での詳細な“穴吊り刑”の記録がカルディムとタンネルの著書にある。吊り拷問から26時間後の9月27日午後に穴から出され役人の家でいったん介抱される。まだ息があるうちに拷問を中断させることで苦痛を長引かせ棄教を迫る狙いがあった。証言者が一致して言うにはその眼球が飛び出て視力を失っていたという。そこへ背教者の荒木トマスが訪れて背教しないか試した。信者がよく使う挨拶「御聖体は賛美させられますように」と荒木が声をかけると、藁布団からベントが「永遠に賛美されますように」、その後「あなたは誰ですか」と尋ね、荒木だと分かると「この場より立ち去れ。地獄の煤の臭いがする者よ」と言った。家屋を出た荒木はベントが背教していない、と言った。
この吊り拷問では何も食べず七日間以上、執行人たちはどうして死なないのかと驚いた。10月2日、ベントは役人の家で斉藤と同じ日に殉教した。遺体は焼かれ、その灰は長崎湾に撒かれた。

## 文献
- 結城了悟『長崎の元和大殉教 : 1622年ベント・フェルナンデス神父による記録』, 日本二十六聖人記念館, 2007.6
- 結城了悟『殉教者ベント・フェルナンデス「日本人」 : 1579-1633 : 伝記・書簡』 日本二十六聖人記念館, 1998.2
- "FATHER BENTO FERNANDES S.J.AND THE CLANDESTINE JAPANESE MISSION"(2007) Helena Barros Rodrigues, Centro de História de Além-Mar, New University of Lisbon